# Rue Émile-Bollaert
Pour les articles homonymes, voir Émile Bollaert et Bollaert.
La rue Émile-Bollaert est une voie du 19e arrondissement de Paris, en France.

## Situation et accès
La rue Émile-Bollaert est une voie publique située dans le 19e arrondissement de Paris. Elle débute au 11, quai du Lot et se termine au 2, avenue de la Porte-d'Aubervilliers.
Depuis octobre 2015, la rue est reliée à Aubervilliers par la passerelle Claude-Bernard qui traverse le boulevard périphérique de Paris.

## Origine du nom

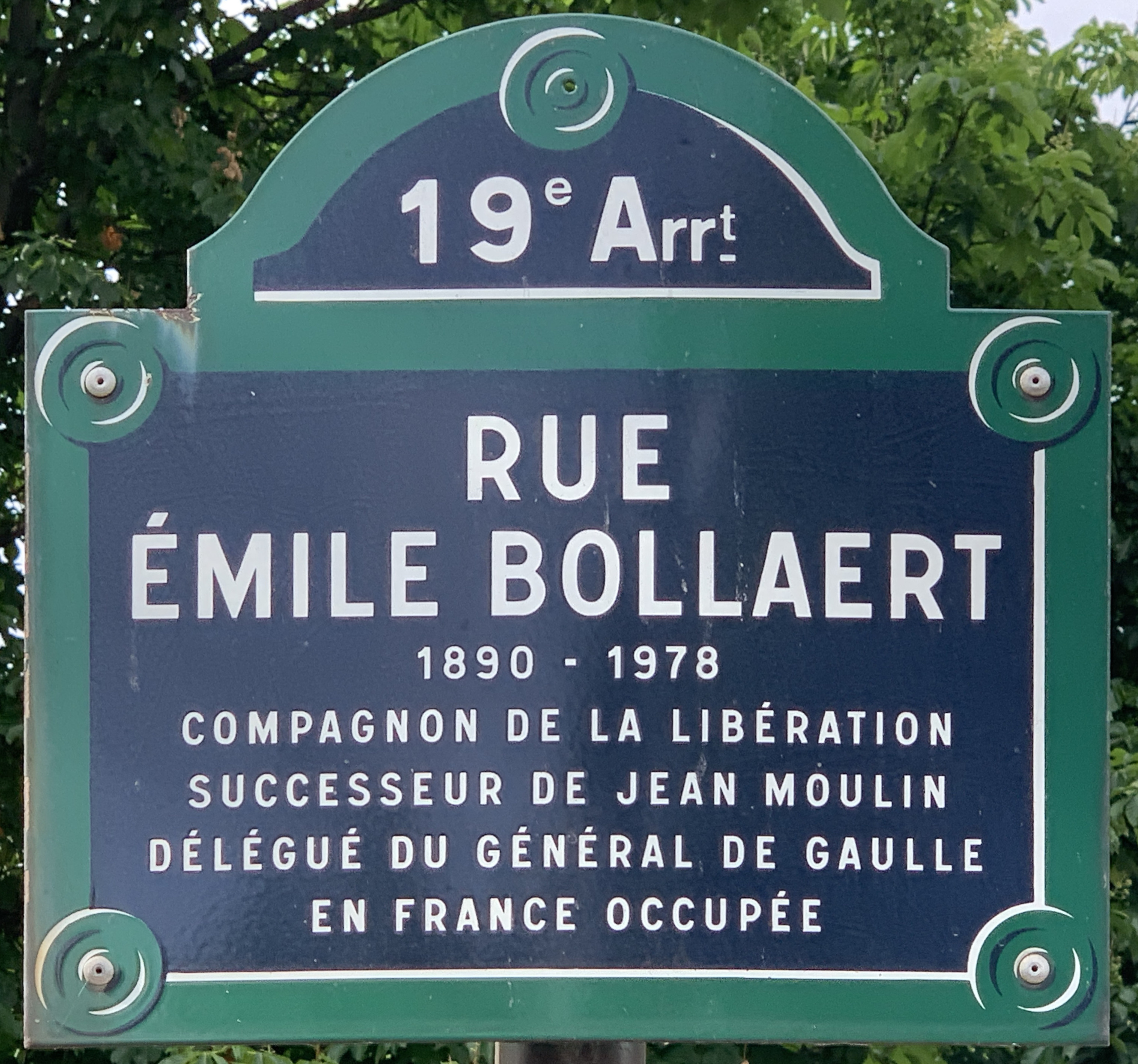
Plaque de la rue.

Cette rue porte le nom d'Émile Bollaert (1890-1978), qui fut préfet du Rhône, résistant, déporté, successeur de Jean Moulin comme représentant du général de Gaulle auprès du Conseil national de la Résistance, haut-commissaire de France en Indochine (1947-1948), président de la Compagnie Nationale du Rhône (1949-1960).

## Historique
La voie est créée dans le cadre de l'aménagement du secteur Aubervilliers sous le nom provisoire de « voie DR/19 » et prend sa dénomination actuelle par un arrêté municipal du 3 mars 1998. 
Elle a été inaugurée le 2 décembre 1998 par Jean Tiberi, maire de Paris.

## Bâtiments remarquables et lieux de mémoire
Dans cette rue existe une école primaire qui porte également le nom d'Émile Bollaert.
La rue est longée par le mail Émile-Bollaert jusqu'au niveau de la rue Lounès-Matoub puis par la Forêt linéaire sud jusqu'au quai du Lot.